# František Šiffner
František Šiffner (1893 - 1963) byl československý fotbalista, útočník.

## Fotbalová kariéra
Hrál za ČAFC Vinohrady (1909-1916 a 1918-1923) a AC Sparta Praha (1916-1918). Čestný kapitán ČAFC, který patřil ke špičkovým středním útočníkům své doby.